# Clematis pashanensis
Clematis pashanensis är en ranunkelväxtart som först beskrevs av M. C. Chang, och fick sitt nu gällande namn av Wen Tsai Wang. Clematis pashanensis ingår i släktet klematisar, och familjen ranunkelväxter. Utöver nominatformen finns också underarten C. p. latisepala.